# Joseph Lenoir-Dufresne
Pour les articles homonymes, voir Lenoir et Dufresne.
Jean Daniel Guillaume Joseph Lenoir-Dufresne, né à Alençon le 24 juin 1768 et mort à Paris le 22 avril 1806, est un industriel français du tissage.

## Biographie

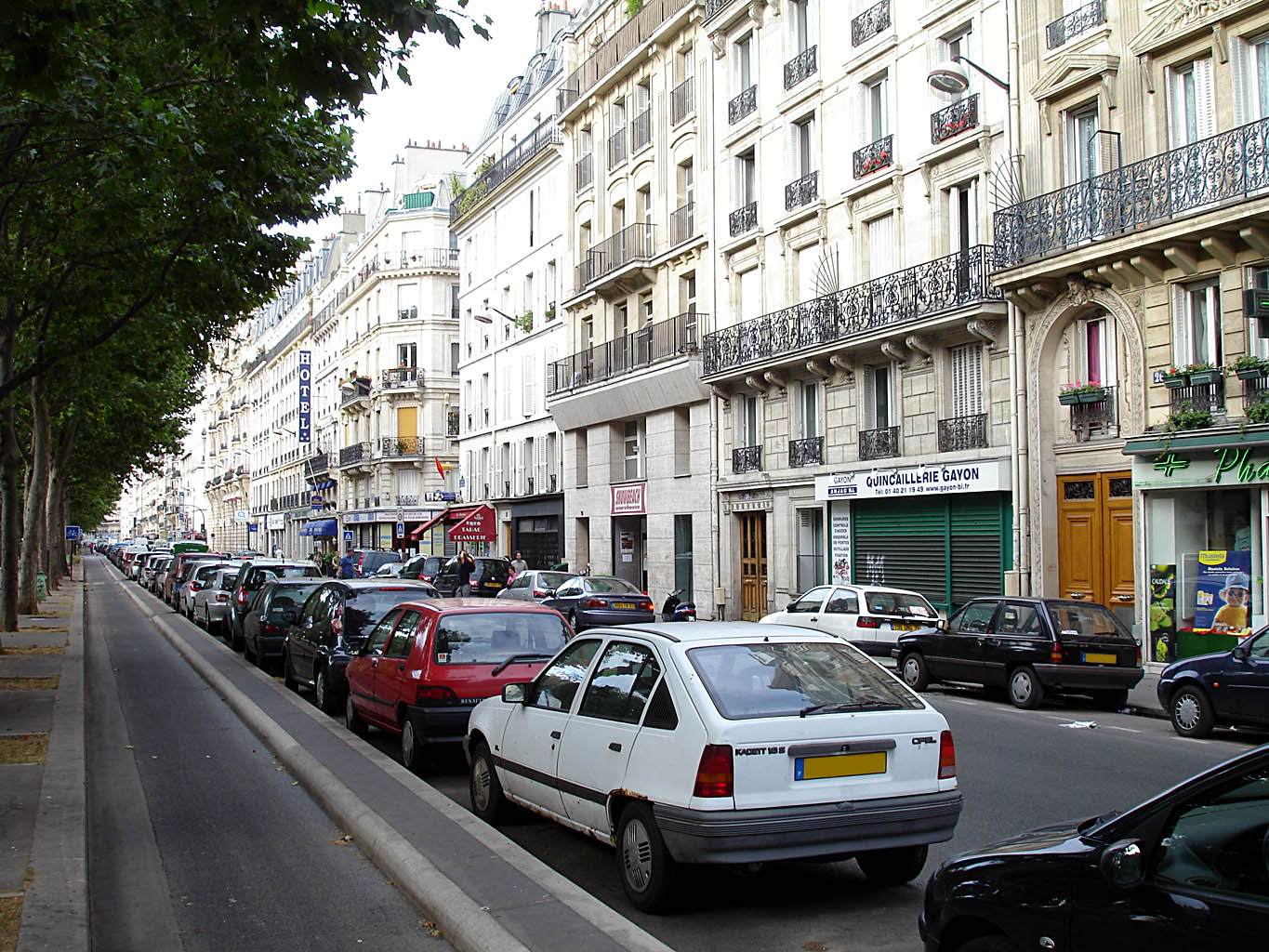
Le boulevard Richard-Lenoir dans le.

Volontaire de 1791, Lenoir-Dufresne se trouva l’année suivante à la bataille de Jemmapes, et il aurait suivi la carrière militaire, si la mort de son père, qui, après avoir tenu un magasin de draperie à Paris, s’était retiré dans sa ville natale, ne l’avait rappelé, en 1797, à Alençon.
De retour dans la capitale, Lenoir-Dufresne ne tarda pas à s’y lier, en 1797, d’amitié, d’affaires et d’intérêts avec son compatriote François Richard.  Cette association, en unissant deux personnalités très bien assorties, leur fournit l’occasion de s’apprécier mutuellement. Richard possédait la hardiesse des conceptions, Lenoir avait la sagesse et la circonspection, tous deux possédaient un sens aigu du commerce qui conduit à la réussite des spéculations heureuses ; de l’association de ces compétences résulta une puissance réelle, dont les efforts devaient être couronnés de succès.
En peu de mois, Lenoir-Dufresne et Richard réalisèrent 150 000 francs de bénéfices et, d’après les conseils de Richard, qui sentit toute l’importance que les filatures et les tissus de coton pouvaient acquérir, ils entreprirent, la filature des cotons, au moyen des mule-jenny, rue de Thorigny, au Marais, à l’aide d’un prisonnier anglais du nom de Browne. Bientôt, du fond de ses comptoirs, l’Angleterre vit s’élever, non sans inquiétude des filatures, des mécaniques et des ateliers en France dont les produits allaient entrer en concurrence avec ceux de Manchester et de Birmingham. L’établissement de manufactures de basins et de piqués était alors une nouvelle entreprise. Richard et Lenoir-Dufresne accueillirent avec exaltation, examinèrent avec sagacité et développèrent avec persévérance l’idée d’un pareil établissement. Chacun eut sa part dans les succès qu’ils obtinrent bientôt.
En 1799, Lenoir-Dufresne et Richard fondèrent ensemble, à Paris, une manufacture de basins et de piqués, et une mécanique pour la filature du coton, qui ne tardèrent pas à rivaliser avec les établissements du même genre connus en Angleterre. L’année suivante, l’établissement d’Alençon eut lieu, mais cette manufacture, celle de Paris et quelques autres encore ne suffisaient pas à l’activité des entrepreneurs. Aussi en 1801, Lenoir-Dufresne et Richard firent l’acquisition de l’abbaye Saint-Martin de Sées et y fondèrent une des meilleures manufactures de France. Bientôt d’autres établissements du même genre s’élevèrent à L'Aigle, dans le Calvados à l’ancienne abbaye d’Aunay-sur-Odon, et dans plusieurs autres départements de Picardie. L’immense succès de leur entreprise les amena également à ajouter la carderie et le blanchiment chimique à leurs activités initiales de tissage.
Décrit comme d’un caractère froid et calme, ferme et conciliant avec ses égaux comme avec ses subordonnés, honnête et franc avec tout le monde Lenoir-Dufresne était persévérant dans les idées dont il sentait la justesse ; cette persévérance n’était pas l’opiniâtreté de l’entêtement, mais la conviction d’un esprit, qui a la conscience de sa raison et le sentiment de ses forces. Cette application, cette constance lui aplanissaient les obstacles. Ce fut par elles qu’il vint à bout de perfectionner, de concert avec Richard, les machines qu’ils avaient fait construire pour la manufacture du faubourg Saint-Antoine, à Paris, rue de Charonne, établies d’abord par un Anglais, du nom de Branwels. Ces machines furent ainsi réformées, et le mérite revint à Lenoir-Dufresne de les avoir portées à un degré d’achèvement inconnu jusqu’alors.
La mort prématurée, à trente-huit ans, de Lenoir-Dufresne qui, fut, en peu de jours, enlevé par une fièvre violente, occasionnée par la perte qu’il fit de Christian, un ami contremaitre de carderie dans les établissements qu’il dirigeait, avec son associé Richard, à Paris, l’empêcha de voir l’aboutissement de ses projets. Lors des funérailles de cet homme qui se regardait comme le père et l’ami des employés de ses nombreux ateliers, le curé de l’église Sainte-Marguerite ne put achever le discours funèbre qu’il avait commencé en son honneur tant les sanglots de ses ouvriers couvrirent sa voix. Il a été inhumé au cimetière du Père-Lachaise 4e division dans le premier monument en marbre construit dans ce cimetière. Lors de la construction de l'ossuaire, son monument a été détruit,.
Sur son lit de mort, Lenoir-Dufresne avait demandé à son associé de ne jamais séparer leurs deux noms, aussi, fidèle à sa mémoire, Richard a-t-il publié des Mémoires sous le nom de Richard-Lenoir et poursuivi leur entreprise commune, qui fit de lui l’homme le plus riche du XIXe siècle. Le nom en Richard-Lenoir est à l’origine de la rue, le square, du boulevard Richard-Lenoir et de la station de métro parisien Richard-Lenoir.

## Publications
- Mémoire pour les filatures et fabriques de coton, Paris, A. Bailleul, 1814.

## Sources
- Joseph-François Michaud, Louis-Gabriel Michaud, Biographie universelle, ancienne et moderne, t. 71, Paris, Michaud frères, 1842, p. 298-300.